# The Oval (Belfast)
Pour le terrain de cricket de Londres, voir The Oval.
The Oval est un stade de football situé à Belfast en Irlande du Nord. Il est le lieu de résidence du club de football de Glentoran FC depuis 1892.

## Histoire
Avant cela le club a utilisé diverses stades de Belfast, Ormeau Park (1882-1886), King's Field (1886-1890), Musgrave Park (1890-1892).
En 1903, le stade a été complètement reconstruit au même endroit. Le terrain a été tourné sur à peu près 90°.
En 1941, The Oval a été bombardé par l’aviation allemande pendant le Belfast blitz et Glentoran a été obligé de jouer  à Grosvenor Park jusqu’en 1949. The Oval a été reconstruit avec l’aide d’autres clubs de Belfast, Cliftonville FC et Distillery FC.
Les tribunes actuelles ont été construites en 1953. La tribune principale (Main Stand) a une capacité d’accueil de 2 720 places et la tribune du chemin de fer (Railway Stand) de 2 070 places. Le record de spectateurs du stade s’élève à 55 000 places ; il a été établi lors d’un match de Coupe d’Europe contre le club écossais des Glasgow Rangers. Le stade est aujourd’hui limité à 15 250 places pour raison de sécurité.